# دهه ۱۳۴۰ (پیش از میلاد)
دهه ۱۳۴۰ (پیش از میلاد) صد و سی و چهارمین دهه قبل از مبدا شروع تقویم میلادی است.